# Światowy Dzień Trędowatych
Światowy Dzień Trędowatych, (ang. World Leprosy Day), Światowy Dzień Pomocy Chorym na Trąd,  Światowy Dzień Chorych na Trąd – święto ustanowione z inicjatywy francuskiego podróżnika, poety i dziennikarza Raoula Follereau jest obchodzony od 1954 roku, w ostatnią niedzielę stycznia (w Indiach 30 stycznia w dniu śmierci Mahatmy Gandhiego) w około 150 krajach na świecie. Jest okazją do zwrócenia uwagi świata, szczególnie bogatej jego części, na problem ludzi chorych na trąd i wyrażenia solidarności z nimi. Od 1995 roku Światowy Dzień Trędowatych organizuje w Polsce Fundacja Polska Raoula Follereau. Od 2002 r. również Sekretariat Misyjny Jeevodaya z siedzibą w Warszawie organizuje w Warszawie modlitwę w intencji ludzi chorych na trąd.  